# Treći križarski rat
Treći križarski rat, poznat i kao Kraljevski križarski rat (1189. – 1192.), pokušaj vladara zapadne Europe pod vodstvom engleskog kralja Rikarda Lavljeg Srca, francuskog kralja Filipa II. Augusta i njemačkog cara Fridrika Barbarosse da oslobode Jeruzalem koji je pao pod Saladinovu vlast 1187. i povrate izgubljene kršćanske teritorije u Svetoj zemlji.
Premda su kršćanski vladari poveli sa sobom brojčano jake snage, nisu ostvarili veće uspjehe, a Jeruzalem je ostao pod muslimanskom vlašću. Jedini vrijedni uspjesi bili su osvajanje Cipra te sklapanje petogodišnjeg primirja sa Saladinom, koji je omogućio kršćanskim hodočasnicima posjetu svetih mjesta.

## Pozadina sukoba
Osamdesetih godina dvanaestog stoljeća na povijesnoj se sceni pojavio genijalni kurdski vođa, egipatski sultan Saladin. On je uspio ujediniti Egipat i muslimanski Bliski Istok te je u bitci kod Hattina (1187.) potpuno potukao križarsku vojsku pod zapovjedništvom jeruzalemskog kralja Gvida Lizinjanskog, kojeg je zarobio te je iste 1187. godine, osvojio Jeruzalem i ostatak Jeruzalemskog Kraljevstva.
Vijest o padu Jeruzalema pod muslimansku vlast teško je odjeknula širom europskog kontinenta. Priča se da je papa Urban III. (1185.-1187.) umro u listopadu 1187. godine od šoka kada je doznao za pad Jeruzalema, ali vjerojatnost da je u tako kratkom roku uspio doznati za pad grada ne čini se vjerojatnom. Sljedeći papa Grgur VIII. (1187.) izdao je papinsku bulu kojem je pozvao europske kršćane u novi križarski rat sa ciljem oslobođenja Jeruzalema.
Nato su kršćani, da spase preostale križarske države i ponovno osvoje Jeruzalem, organizirali i Treći, najslavniji, križarski rat na čelo kojeg su stale najveće okrunjene glave tog vremena. Njemačko-rimski car Fridrik I. Barbarossa uspio je proći kroz čitavu Europu i Malu Aziju, ali se na koncu utopio na kupanju. Druga su dva monarha, engleski Rikard I. Lavljeg Srca i francuski Filip II. August, sretno stigli na cilj i otpočeli neprijateljstva. Nakon dvije godine opsjedanja, 1191. zauzet je veliki obalni grad Akon, naređuje da se 3000 zarobljenika - od kojih su mnogi bili žene i djeca - izvede iz grada i zakolje. Neki su raskomadani, ne bi li pronašli progutane dragulje. Biskupi su davali blagoslove. "Nevjernički životi nemaju vrijednosti". Kroničar Ambroise, ushićeno piše: "Pobijeni su svi odreda. Nakon čega su križari nastavili prema Jeruzalemu. Na putu do Jeruzalema križari osvajaju brojne gradove, ali im Saladin ne ostavlja niti hranu niti vodu. Rikardova se vojska sukobila sa Saladinovim snagama i porazila ih. Turci su bili odbačeni i prisiljeni na defenzivu, ali križari, razdirani nesuglasicama, nisu znali iskoristiti pobjedu. Rikard nakon što je porazio Saladina ima priliku napasti Jeruzalem, ali mu je vojska iscrpljena i odbija nastaviti. Mirovni ugovor iz 1192. priznao je Francima vlast nad obalom i dao kršćanskim hodočasnicima pravo posjeta Jeruzalemu. Ipak je on i dalje ostao u turskim rukama. Križarski ratovi nanijeli su mnogim krajevima velike patnje, a namjeravani cilj nisu postigli. Značajnije su posljedice imali za gospodarski, politički, kulturni i vjerski razvoj europskih zemalja. Europljani su se nedvojbeno upoznali s islamskom kulturom i znanošću, svidjela su im se egzotična jela, svilene tkanine, sagovi i druga fina roba. Ako ništa drugo, križarski su ratovi pojačali antagonizme između katolika i pravoslavaca, te dakako između kršćana i muslimana.

## Vanjske poveznice
- Treći križarski rat - Britannica Online (engl.)
- Treći križarski rat, europska povijest - Britannica online (engl.)
- Treći križarski rat - worldhistory.org (engl.)
- Treći križarski rat, vođe, vremenska tablica i rezultat - studysmarter.us  Arhivirana inačica izvorne stranice od 30. travnja 2023. (Wayback Machine) (engl.)
- Treći križarski rat - tri velika kralja - wondriumdaily.com  Arhivirana inačica izvorne stranice od 30. travnja 2023. (Wayback Machine) (engl.)